# Paraorgazm
Paraorgazm – orgazm (lub doświadczenie do niego zbliżone) nietypowy w swojej formie, albo drodze uzyskania. Ich istnienie jest kontrowersyjne, a ustalenie ich występowania może mieć znaczenie w orzecznictwie sądowym (rozstrzyganie o tym, czy motywacja popełnienia danego czynu była seksualna). Przykładowo, zdarza się, że przestępcy seksualni przeżywają rozkosz bez wytrysku, a popełniony czyn ma za zadanie rozładować wewnętrzne napięcie. Takie stany mogą się także pojawiać w transie narkotycznym, podczas odnoszenia jakiegoś sukcesu, czy jako element mistycznych przeżyć. Do paraorgazmu może również dojść w drodze sublimacji, np. podczas rozważań nad duchowymi aspektami współżycia.